# Mano di velluto
Pour plus de détails, voir Fiche technique et Distribution.
Mano di velluto est un film italien sorti en 1966, réalisé par Ettore Fecchi (it).

## Synopsis
Après quelques vols réussis à l'étranger, un voleur surnommé "Mano di velluto" [littéralement : main de velours] se rend chez sa sœur pour organiser de nouvelles affaires. Sa sœur lui indique comme complices deux maladroits. Le premier vol, chez une dame riche, échoue à cause des deux collaborateurs. Une nouvelle tentative se fait chez une famille écossaise. La dame est enlevée par les deux complices, le mari est approché par la maîtresse de "Mano di velluto", tandis que ce dernier s'occupe de la fille de la famille. Mais les choses ne vont pas comme prévu quand une fille qui est toujours au mauvais moment au mauvais endroit poursuit "Mano di velluto". A la fin, la bande parvient à découvrir la cachette des bijoux de la famille, mais ceux-ci n'y sont plus, et toute la bande est arrêtée.

## Fiche technique
- Titre original : Mano di velluto
- Réalisation : Ettore Fecchi (it)
- Scénario : Tito Carpi, Ettore Fecchi, Paolo Ferrari
- Musique : Franco Salina
- Production : Alberto Puccini pour Metropolis
- Photographie : Aldo Ricci
- Montage : Lina Caterini
- Pays :  Italie
- Genre : Comédie
- Année de sortie : 1966
- Langue originale : italien

## Distribution
- Paolo Ferrari : Paolo, dit Mano di velluto
- Dominique Boschero : Jeanette
- Wilfrid Brambell : Erwin McGowan
- Toni Ucci : Tony Proietti/Adalberto Baccili
- Francesco Mulè : Francesco Molliconi
- Giusi Raspani Dandolo : Clementine McGowan
- Eleonora Rossi Drago : Conchita Sebastián Sebiña y Lopez
- Didi Perego : Bice
- Luciana Gilli : Patricia McGowan
- Bernard Berat
- Wendy D'Olive : Pucci
- Gabriella D'Olive
- Dakar : Joe Tigre, garde du corps des McGowan
- Mirella Pamphili